# Masters of Sex
Masters of Sex foi uma série de televisão estadunidense que estreou em 29 de setembro de 2013 e transmitido pela Showtime.  Foi desenvolvida por Michelle Ashford e baseada na biografia Masters of Sex: The Life and Times of William Masters and Virginia Johnson, the Couple Who Taught America How to Love, de Thomas Maier. A série segue a história do Dr. William Masters (Michael Sheen) e Virginia Johnson (Lizzy Caplan), dois pioneiros no estudo da sexualidade humana.
Foi cancelada em 2016, após quatro temporadas, pelo canal Showtime.

## Elenco

### Elenco principal
- Michael Sheen como William H. Masters
- Lizzy Caplan como Virginia E. Johnson
- Caitlin Fitzgerald como Libby Masters
- Teddy Sears como Dr. Austin Langham
- Nicholas D'Agosto como Dr. Ethan Haas (1ª temporada; participação 2ª)
- Annaleigh Ashford como Betty DiMello (2ª temporada; recorrente 1ª)

### Elenco recorrente
- Beau Bridges como Barton Scully
- Allison Janney como Margaret Scully
- Rose McIver como Vivian Scully
- Heléne Yorke como Jane Martin
- Julianne Nicholson como Dr. Lillian DePaul
- Nicholle Tom como Maureen
- Ann Dowd como Estabrooks Masters, mãe de William
- Finn Wittrock como Dale, um garoto de programa
- Kevin Christy como Lester Linden
- René Auberjonois as Georgios Papanikolaou (2ª temporada), inventor do Pap smear
- Christian Borle as Frank 'Francis' Masters (2ª temporada), irmão de William Masters
- Betsy Brandt as Barbara (2ª temporada), nova secretária de Masters
- Keke Palmer as Coral (2ª temporada), a babá dos Masters
- Sarah Silverman as Helen (2ª temporada)
- Courtney B. Vance as Dr. Hendricks (2ª temporada)
- Greg Grunberg as Gene Moretti (1ª temporada)

## Recepção da crítica
Masters of Sex teve aclamação por parte da crítica especializada. Em sua primeira temporada, com base de 32 avaliações profissionais, alcançou uma pontuação de 85% no Metacritic.